# Energiedrager (spiritueel)
Met een energiedrager wordt iemand bedoeld die een spirituele meeting voorzit en leidt. Dit is een meditatie-, satsang- of yogasessie. De energiedrager heeft de verantwoordelijkheid de juiste voorbeelden of oefeningen aan te dragen. Binnen een geleide meditatie dient de energiedrager de groepsenergie aan te kunnen voelen en deze verder op te bouwen middels de meditatie.
Binnen veel scholen duurt het jaren voordat iemand een energiedrager is. Men dient over meerdere eigenschappen te beschikken:
- aanvoelen (monitoren) van zowel de energie van het individu als van de groep
- het 'willen helpen' uit kunnen schakelen omdat dit niet mogelijk is
- de juiste technieken aanreiken om de groepsenergie te kunnen stimuleren
- de juiste beslissingen nemen mocht er iets fout gaan.
- jezelf als instrument zien voor de ander en niet een eigen proces te voeren tijdens de meditatie

In veel stromingen werkt men met een ratio van 1 energiedrager op maximaal 12 deelnemers. Als er veel meer deelnemers zijn, zijn er ook meerdere energiedragers die zich een piramidevormige structuur positioneren. Zijn er bijvoorbeeld 120 deelnemers dan zijn er 11 energiedragers aanwezig, 10 die elk 12 deelnemers monitoren en 1 die de 10 energiedragers monitoren. In bijvoorbeeld de transcendente meditatie (TM) worden meditatiebijeenkomsten gegeven met soms duizenden deelnemers. Vooraf wordt berekend hoeveel energiedragers er nodig zijn en waar deze gaan plaatsnemen.